# Arizona Rattlers

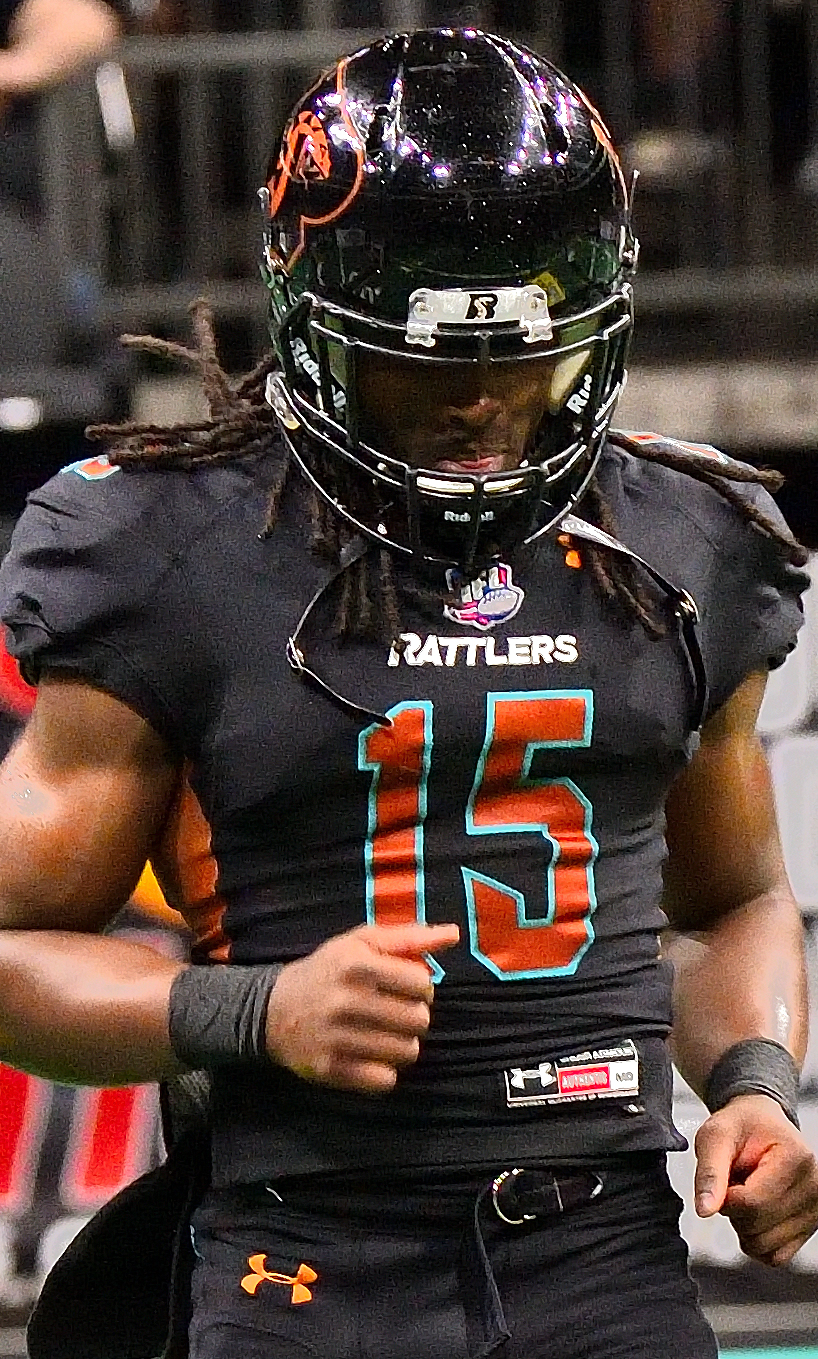
Heimfarben der Arizona Rattlers (Spieler Dillion Wilfrey 2021)

Die Arizona Rattlers sind ein Arena-Football-Team aus Phoenix, Arizona, das aktuell in der Indoor Football League (IFL) spielt. Ihre Heimspiele tragen die Rattlers in der PHX Arena aus.

## Geschichte
Die Rattlers wurden 1992 gegründet und spielten bis zum Ende der Saison 2016 in der Arena Football League (AFL). Zur Saison 2017 traten sie der IFL bei.
Der Gründer ist Jerry Colangelo, ein amerikanischer Geschäftsmann, dem bereits viele Sportmannschaften gehört haben, so wie die Phoenix Suns oder die Arizona Diamondbacks. Nach mehreren Besitzerwechseln gehört seit 2011 Ron Shurts das Team.

### Saisonen 1992–2016 (AFL)
Die Rattlers sind eine der erfolgreichsten Arena Bowl Franchises überhaupt. Während ihrer Angehörigkeit in der AFL haben sie 22 Mal die Playoffs erreicht und 5 Mal den ArenaBowl gewonnen.
Die Rattlers sind das erste Team der AFL, das dreimal in Folge den ArenaBowl gewinnen konnte. 2014 sahen knapp 18.000 Zuschauer in Cleveland ihren dritten Titel in Folge.

### Saison 2017 (IFL)
Seit der Saison 2017 treten die Rattlers in der Indoor Football League (IFL) an. Nach 12 Siegen und 4 Niederlagen in der Hauptrunde gewann man im Halbfinale gegen die Nebraska Danger 62:36 und durfte sich Intense Conference Champion nennen.
Am 8. Juli 2017 fand der UnitedBowl, das Endspiel der IFL, zwischen den Rattlers und den Sioux Falls Storm statt. Die Rattlers gewannen das Spiel mit 50:41 und konnten somit ihren ersten Titel in der IFL gewinnen.

## Stadion
Die Rattlers tragen ihre Heimspiele in der rund 15.000 Zuschauer fassenden PHX Arena in Phoenix aus. Sie teilen sich das Stadion mit den Phoenix Suns aus der National Basketball League (NBA) und den Phoenix Mercury, einer Frauenbasketballmannschaft aus der Women’s National Basketball Association (WNBA).

## Saisonstatistiken
| Jahr | Team                                    | Liga                                    | S                                       | N                                       | Platzierung                             | Playoffrunde |
| ---- | --------------------------------------- | --------------------------------------- | --------------------------------------- | --------------------------------------- | --------------------------------------- | --- |
| 1992 | Arizona Rattlers                        | AFL                                     | 4                                       | 6                                       | 3.                                      | |
| 1993 | Arizona Rattlers                        | AFL                                     | 7                                       | 5                                       | 2.                                      | 56:49-Sieg gegen Charlotte Rage Viertelfinale 34:38-Niederlage gegen Detroit Drive Halbfinale |
| 1994 | Arizona Rattlers                        | AFL                                     | 8                                       | 4                                       | 2.                                      | 52:24-Sieg gegen Charlotte Rage Viertelfinale 40:33-Sieg gegen Albany Firebirds Halbfinale 36:31-Sieg gegen Orlando Predators ArenaBowl VIII (1)                                                              |
| 1995 | Arizona Rattlers                        | AFL                                     | 7                                       | 5                                       | 2.                                      | 52:56-Niederlage gegen Iowa Barnstormers Viertelfinale |
| 1996 | Arizona Rattlers                        | AFL                                     | 11                                      | 3                                       | 1.                                      | 65:48-Sieg gegen Orlando Predators Viertelfinale 34:38-Niederlage gegen Tampa Bay Storm Halbfinale |
| 1997 | Arizona Rattlers                        | AFL                                     | 12                                      | 2                                       | 1.                                      | 46:29-Sieg gegen Milwaukee Mustangs Viertelfinale 49:46-OT-Sieg gegen Tampa Bay Storm Halbfinale 55:33-Sieg gegen Iowa Barnstormers ArenaBowl XI (2)                                                          |
| 1998 | Arizona Rattlers                        | AFL                                     | 10                                      | 4                                       | 1.                                      | 50:36-Sieg gegen Houston ThunderBears Viertelfinale 33:38-Niederlage gegen Orlando Predators Halbfinale |
| 1999 | Arizona Rattlers                        | AFL                                     | 10                                      | 4                                       | 1.                                      | 34:30-Sieg gegen Nashville Kats Viertelfinale 47:73-Niederlage gegen Albany Firebirds Halbfinale |
| 2000 | Arizona Rattlers                        | AFL                                     | 12                                      | 2                                       | 2.                                      | 41:34-Sieg gegen Buffalo Destroyers Wild Card Game 53:50-Sieg gegen Albany Firebirds Viertelfinale 44:56-Niederlage gegen Orlando Predators Halbfinale                                                        |
| 2001 | Arizona Rattlers                        | AFL                                     | 8                                       | 6                                       | 2.                                      | 52:44-Sieg gegen Detroit Fury Wild Card Game 49:68-Niederlage gegen San Jose SaberCats Viertelfinale |
| 2002 | Arizona Rattlers                        | AFL                                     | 11                                      | 3                                       | 2.                                      | 61:59-Sieg gegen Carolina Cobras Viertelfinale 46:35-Sieg gegen Chicago Rush Halbfinale 14:52-Niederlage gegen San Jose SaberCats ArenaBowl XVI                                                               |
| 2003 | Arizona Rattlers                        | AFL                                     | 10                                      | 6                                       | 3.                                      | 69:29-Sieg gegen Las Vegas Gladiators Wild Card Game 59:42-Sieg gegen Los Angeles Avengers Viertelfinale 66:49-Sieg gegen San Jose SaberCats Halbfinale 29:43-Niederlage gegen Tampa Bay Storm ArenaBowl XVII |
| 2004 | Arizona Rattlers                        | AFL                                     | 11                                      | 5                                       | 1.                                      | 59:42-Sieg gegen Los Angeles Avengers Viertelfinale 44:41-Sieg gegen Colorado Crush Halbfinale 62:69-Niederlage gegen San Jose SaberCats ArenaBowl XVIII                                                      |
| 2005 | Arizona Rattlers                        | AFL                                     | 7                                       | 9                                       | 4.                                      | |
| 2006 | Arizona Rattlers                        | AFL                                     | 8                                       | 8                                       | 2.                                      | 57:34-Sieg gegen Utah Blaze Wild Card Game 48:62-Niederlage gegen San Jose SaberCats Viertelfinale |
| 2007 | Arizona Rattlers                        | AFL                                     | 4                                       | 12                                      | 4.                                      | |
| 2008 | Arizona Rattlers                        | AFL                                     | 8                                       | 8                                       | 2.                                      | 41:48-Niederlage gegen Grand Rapids Rampage Wild Card Game |
| 2009 | AFL setzte Spielbetrieb in dem Jahr aus | AFL setzte Spielbetrieb in dem Jahr aus | AFL setzte Spielbetrieb in dem Jahr aus | AFL setzte Spielbetrieb in dem Jahr aus | AFL setzte Spielbetrieb in dem Jahr aus | AFL setzte Spielbetrieb in dem Jahr aus |
| 2010 | Arizona Rattlers                        | AFL                                     | 10                                      | 6                                       | 2.                                      | 49:57-Niederlage gegen Spokane Shock Wild Card Game |
| 2011 | Arizona Rattlers                        | AFL                                     | 16                                      | 2                                       | 1.                                      | 62:33-Sieg gegen Spokane Shock Halbfinale 54:48-Sieg gegen Chicago Rush Conference-Finale 70:73-Niederlage gegen Jacksonville Sharks ArenaBowl XXIV                                                           |
| 2012 | Arizona Rattlers                        | AFL                                     | 13                                      | 5                                       | 1.                                      | 51:48-Sieg gegen San Jose SaberCats Halbfinale 75:69-Sieg gegen Utah Blaze Conference-Finale 72:54-Sieg gegen Philadelphia Soul ArenaBowl XXV (3)                                                             |
| 2013 | Arizona Rattlers                        | AFL                                     | 15                                      | 3                                       | 1.                                      | 59:49-Sieg gegen San Jose SaberCats Halbfinale 65:57-Sieg gegen Spokane Shock Conference-Finale 48:39-Sieg gegen Philadelphia Soul ArenaBowl XXVI (4)                                                         |
| 2014 | Arizona Rattlers                        | AFL                                     | 15                                      | 3                                       | 1.                                      | 52:48-Sieg gegen Portland Thunder Halbfinale 72:56-Sieg gegen San Jose SaberCats Conference-Finale 72:32-Sieg gegen Cleveland Gladiators ArenaBowl XXVI (5)                                                   |
| 2015 | Arizona Rattlers                        | AFL                                     | 14                                      | 4                                       | 1.                                      | 72:41-Sieg gegen Spokane Shock Halbfinale 67:70-Niederlage gegen San Jose SaberCats Conference-Finale |
| 2016 | Arizona Rattlers                        | AFL                                     | 13                                      | 3                                       | 1.                                      | 84:40-Sieg gegen Portland Steel Halbfinale 82:41-Sieg gegen Cleveland Gladiators Conference-Finale 42:56-Niederlage gegen Philadelphia Soul ArenaBowl XXIX                                                    |
| 2017 | Arizona Rattlers                        | IFL                                     | 12                                      | 4                                       | 1.                                      | 62:36-Sieg gegen Nebraska Danger Conference-Finale 50:41-Sieg gegen Sioux Falls Storm UnitedBowl (1) |